# Orostachys
Orostachys (Fisch., 1809) è un genere di piante succulente appartenente alla famiglia delle Crassulacee, originario della zona temperata dell'Asia.
Il suo nome deriva dal greco "òros" (montagna) e stachys (spiga), per via dei suoi fiori a forma di appunto di spiga.
La struttura della pianta è costituita da foglie carnose e spinose all'apice poste a cerchio decrescente fino a formare una rosetta; ognuna di queste rosette dopo aver sviluppato il suo fiore muore.
La coltivazione dell'Orostachys avviene in prevalenza nei giardini di montagna, in terriccio ben drenato e misto a sabbia molto grossolana, le innaffiature in estate dovranno avvenire quando la terra si presenterà secca, mentre in inverno andranno sospese del tutto, inoltre in inverno dovrà essere esposta ad una temperatura che non superi i 4 °C, ma allo stesso tempo non deve essere esposta a geli troppo prolungati.
La moltiplicazione avviene staccando una rosetta dalla pianta madre e invasandola o interrandola direttamente, meglio se in primavera.

## Tassonomia
Il genere comprende le seguenti 13 specie:
- Orostachys boehmeri (Makino) Hara
- Orostachys cartilaginea V.N. Boriss.
- Orostachis chanetii (H. Lév.) A. Berger - originaria della Cina è formata da due lunghezze differenti di foglie, le esterne carnose e lunghe e le centrali corte e di colore grigio verde, la spiga che si forma alla fioritura ha forma piramidale con fiori bianco-rosati.
- Orostachys fimbriata (Turcz.) A.Berger
- Orostachys gorovoii Dudkin & S.B.Gontch.
- Orostachys japonica A. Berger- originaria del Giappone meridionale e della Corea, ha rosette di circa 10 cm di diametro, foglie lunghe e fiori bianchi.
- Orostachys malacophilla (Pall.) Fisch. - originaria della Siberia dell'est, ha foglie grosse e fiori bianchi.
- Orostachys maximowiczii V.V.Byalt
- Orostachys minuta (Kom.) A. Berger
- Orostachys paradoxa (Khokhr. & Vorosch.) Czerep.
- Orostachys saxatilis (Nakai) Nakai
- Orostachys spinosa (L.) Sweet - originaria di tutta l'Asia centrale e del nord-est, ha foglie di diversa lunghezza con alla punta spine morbide, è molto affine alla specie "Sempevivum" e le sue foglie al centro rimangono chiuse per tutto il periodo invernale, i suoi fiori sono stellati e di colore giallo.
- Orostachys thyrsiflora Fisch.